# Hypolytrum schnellianum
Hypolytrum schnellianum är en halvgräsart som beskrevs av Lorougnon. Hypolytrum schnellianum ingår i släktet Hypolytrum och familjen halvgräs. Inga underarter finns listade i Catalogue of Life.